# Peterhead Football Club
El Peterhead Football Club es un club de fútbol de Escocia, con sede en Peterhead. Fue fundado en 1891 y compite en la Scottish League One, la tercera categoría del fútbol escocés.

## Palmarés

### Torneos nacionales
- Cuarta División de Escocia (3): 2013-14, 2018-19, 2024-25